# Larissa Hofer
Larissa Hofer (24 ottobre 1986) è un'ex sciatrice alpina italiana.
È moglie dell'austriaco Hannes Reichelt, a sua volta sciatore alpino di alto livello.

## Biografia
Originaria di Solda di Stelvio e attiva in gare FIS dal dicembre del 2001, esordì in Coppa Europa l'11 dicembre 2004 a Schruns in slalom gigante, senza completare la gara, e in Coppa del Mondo il 1º dicembre 2007 a Lake Louise in discesa libera (56ª). Nel massimo circuito internazionale ottenne i suoi migliori piazzamenti il 15 e il 21 dicembre dello stesso anno nella medesima specialità, rispettivamente a Sankt Moritz e a Sankt Anton am Arlberg (35ª), e prese per l'ultima volta il via il 22 dicembre 2008 a Whistler sempre in discesa libera (43ª). Si ritirò al termine della stagione 2008-2009 e la sua ultima gara fu lo slalom gigante dei Campionati italiani 2009, disputato il 27 marzo all'Alpe Cermis e chiuso dalla Hofer al 31º posto; in carriera non prese parte a rassegne olimpiche o iridate.

## Palmarès

### Coppa Europa
- Miglior piazzamento in classifica generale: 75ª nel 2009

### Campionati italiani
- 1 medaglia:
  - 1 bronzo (combinata nel 2006[2])